# Ерін Меєр
Ерін Меєр (англ. Erin Meyer; нар. 22 серпня 1971) — американська письменниця та професорка бізнес-школи INSEAD у Фонтенбло, Франція. 2014 року написала книжку «Культурна карта. Бар’єри міжкультурного спілкування в бізнесі» (англ. The Culture Map: Breaking Through the Invisible Boundaries of Global Business), це дослідження, яке аналізує, як національні культурні відмінності впливають на бізнес. Також  разом зі співзасновником Netflix Рідом Гастінґсом написала книжку «Без правил: Netflix і мистецтво перевинайдення» (англ. No Rules Rules: Netflix and the Culture of Reinvention), яка стала бестселером New York Times у жовтні 2020 року.
Меєр є професоркою практики менеджменту у відділі організаційної поведінки INSEAD, міжнародної бізнес-школи з кампусами у Франції, Сінгапурі та Абу-Дабі. Вона регулярно розповідає про міжкультурний менеджмент і глобальну командну роботу.

## Особисте життя
Меєр народилася і виросла у Міннесоті. Більшу частину свого дорослого життя провела в Європі та Африці. Зараз мешкає у Парижі з чоловіком і двома синами.

## Кар'єра
Інтерес Меєр до міжкультурного менеджменту бере свій початок ще з тих років, коли вона була волонтеркою Корпусу Миру, викладаючи англійську мову в Ботсвані. Пізніше вона працювала в HR як директорка у McKesson, потім у HBOC та Aperian Global. Викладає міжкультурний менеджмент в INSEAD, де є програмною директоркою програми Leading Across Borders and Cultures і читає лекції за кордоном. Упродовж майже двох десятиліть вона вивчала, як люди в різних частинах світу будують довіру, спілкуються, приймають рішення та по-різному сприймають ситуації, особливо на робочому місці. Також вона є постійною авторкою Harvard Business Review.
2017 року та знову 2019 року Thinkers50 обрали її однією із найвпливовіших бізнес-мислителів світу.

### Культурна карта. Бар’єри міжкультурного спілкування в бізнесі
Меєр написала свою першу книжку «Культурна карта. Бар’єри міжкультурного спілкування в бізнесі» 2014 року. У цій книжці представлено дані її колективних досліджень із понад тридцяти різних країн In the book she provides a framework for evaluating different cultures and then offers strategies for improving international success.. У книжці вона пропонує основу для оцінки різних культур, а потім пропонує стратегії для покращення міжнародного успіху. Вона визначила 8 вимірів, які відображають більшість відмінностей всередині та між культурами. Використовуючи цей метод, Меєр також розробила інструмент самооцінки для Harvard Business Review, який допомагає побачити, де людина перебуває за кожною з восьми шкал.
Книжка отримала схвальні відгуки критиків і ЗМІ. Газета Huffington Post написала, що «незалежно від того, чи є ви корпоративним чи традиційним дипломатом, мандрівником по всьому світу, урядовцем чи пристрасним громадянином світу, це єдина книжка, яку ви не повинні пропустити»  і Forbes написали, що «Культурна карта» виділяється як практична книжка для пояснення та формування дуже складної збірки концепцій, які стають дедалі актуальнішими сьогодні». У статті про книжку Inc. назвали її «чудовою».

## Переклади українською
2020 року у видавництві «Наш Формат» вийшов український переклад книжки «Культурна карта. Бар’єри міжкультурного спілкування в бізнесі». Перекладачка — Ольга Дубчак. 